# Regie (cartier)

Regie pe harta Bucureştiului

Regie este un mic cartier în vestul Bucureștiului, pe malurile râului Dâmbovița, în sectorul 6. Regie se află în vecinătatea universității Politehnica și este compus în mare din cămine studențești dar și câteva zone rezidențiale. 
Cartierul este învecinat cu Crângași și Militari.

## Istorie
Interesul în zonă a început în 1848 când Moara de apă Ciurel a fost construită aici. Pe locul acesteia a fost construită în 1948 fabrica de pâine Spicul. Fabrica a fost demolată în 2008 pentru a face loc unui complex rezidențial.
În 1864 Manufactura de tutun de la Belvedere a fost construită în zonă. Fabrica era deținută de Effingham Grant, secretar al Consulatului Marii Britanii la București în acea vreme. Grant a construit de asemenea în zonă și un conac și a înființat Regia Monopolurilor Statului, de unde vine și numele zonei.
Construcția căminelor studențești a început în 1961.

## Transport
Accesul în cartier se poate face folosind stațiile de metrou Grozăvești și Petrache Poenaru. Partea de est a cartierului poate fi traversată rapid folosind Pasajul Basarab, dar numai cu mașina sau tramvaiul, deoarece nu există trotuare sau piste pentru bicicletă. Linia de troleibuz 90 circulă pe Splaiul Independenței și leagă cartierul de centrul orașului.

## Stil de viață
Zona este locuită, în mare majoritate, de studenți deci pot fi găsite aici multe restaurante, gherete cu fast-food, cafenele și cluburi de noapte. Viața de noapte este foarte activă și multe persoane vin aici pentru a se distra. Există multe cluburi dedicate activităților sportive precum biliard, tenis de masă sau popice. 
În zonă se află Stadionul Regie unde joacă echipa de fotbal Sportul Studențesc. În jurul stadionului există terenuri de tenis, de fotbal cu gazon artificial precum și un teren de rugby.
Cumpărăturile se pot face la Carrefour Orhideea, Centrul comercial IDM Basarab sau unul din numeroasele chioșcuri din zona căminelor studențești.